# Старая Пустошь
Ста́рая Пу́стошь (фин. Pustoska) — деревня в Колтушском городском поселении Всеволожского района Ленинградской области.

## История
Первое упоминание — деревня Пустошка на карте Санкт-Петербургской губернии, прапорщика Н. Соколова 1792 года.
Затем, деревня Пустошка упоминается на «карте окружности Санкт-Петербурга» 1810 года.

СТАРАЯ ПУСТОШЬ — деревня принадлежит ротмистру Александру Чоглокову, жителей  4 м. п., 12 ж. п. (1838 год)

На Плане генерального межевания Шлиссельбургского уезда, упоминается как деревня Старая Пустошка.

СТАРАЯ ПУСТОШЬ — деревня г. Чоглокова, по просёлкам, 3 двора, 11 душ м. п. (1856 год)

Число жителей деревни по X-ой ревизии 1857 года: 15 м. п., 16 ж. п..

СТАРАЯ ПУСТОШЬ — деревня владельческая, при колодцах, 5 дворов, 14 м. п., 15 ж. п. (1862 год)

Согласно подворной переписи 1882 года в деревне проживали 7 семей, число жителей: 22 м. п., 22 ж. п., лютеране: 17 м. п., 13 ж. п., разряд крестьян — собственники, а также пришлого населения 1 семья (1 м. п., 1 ж. п.) лютеране.

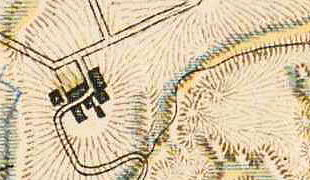
План деревни Старая Пустошь. 1885 год

По данным Материалов по статистике народного хозяйства в Шлиссельбургском уезде 1885 года, 6 крестьянских дворов в деревне (или 86 % всех дворов), занимались молочным животноводством, 2 крестьянских двора (или 29 % всех дворов), выращивали на продажу смородину, клубнику, крыжовник и яблоки.
В 1893 году, согласно карте Шлиссельбургского уезда, деревня Пустошка насчитывала 8 крестьянских дворов.

СТАРАЯ ПУСТОШЬ — деревня, на земле Оровского сельского общества, при просёлочной дороге 8 дворов, 20 м. п., 24 ж. п., всего 44 чел. (1896 год)

В конце XIX — начале XX века деревня административно относилась к Колтушской волости 2-го стана Шлиссельбургского уезда Санкт-Петербургской губернии. Население деревни было смешанным — финско-русским.
В 1909 году в деревне было также 8 дворов.
На картах название Пустошка сохраняется до середины XX века.

СТАРАЯ ПУСТОШЬ — деревня Куйворовского сельсовета Ленинской волости, 12 хозяйств, 62 души.
 
Из них: русских — 4 хозяйства, 24 души; финнов-ингерманландцев — 8 хозяйств, 38 душ; (1926 год)

По административным данным 1933 года деревня Старая Пустошь относилась к Куйворовскому финскому национальному сельсовету.
В 1938 году население деревни составляло 59 человек, все финны.

СТАРАЯ ПУСТОШЬ — деревня Колтушского сельсовета, 83 чел. (1939 год)

С 14 апреля 1939 года по 20 марта 1959 года деревня входила в состав Красногорского сельсовета.

План деревни Старая Пустошь. 1939 год

В 1940 году деревня насчитывала 11 дворов.
До 1942 года — место компактного проживания ингерманландских финнов.
По данным 1966, 1973 и 1990 годов деревня Старая Пустошь входила в состав Колтушского сельсовета.
В 1997 году в деревне проживал 1 человек,в 2002 году — 24 человека (русских — 79%), в 2007 году — 23.

## География
Деревня расположена в юго-восточной части района к востоку от автодороги 41К-078 (Санкт-Петербург — Всеволожск).
Расстояние до административного центра поселения — 5 км.
Расстояние до ближайшей железнодорожной платформы Всеволожская — 5,5 км.
Деревня находится на Колтушской возвышенности, к северу от неё расположено 2-е Ждановское озеро.

## Демография
| 1862 | 2007 | 2010 | 2017 |
| ---- | ---- | ---- | ---- |
| 236  | ↘23  | ↘17  | ↗79  |

Национальный состав
Согласно данным Всероссийской переписи населения 2021 года в деревне проживали 187 человек, из них:
 русские — 143, корейцы — 7, азербайджанцы — 6, армяне — 4, белорусы —2, украинцы — 2, грузины — 1, татары — 1 человек, остальные национальность не указали.

## Инфраструктура
Деревня закреплена за МОУ «Колтушская средняя общеобразовательная школа им. ак. И. П. Павлова».
Рядом с деревней проходит газопровод.
В деревне ведётся активное коттеджное строительство.

## Улицы
Бакста, Бенуа, Домостроительная, Дружный переулок, Дягилева, Заозёрная, Земледельческая, Малый переулок, Озёрная, Репина, Рериха, Саврасова, Фермерская.